# Hoka (Marke)
Hoka (bis Ende 2021 Hoka One One) ist eine Marke des US-amerikanischen Schuhherstellers Deckers Outdoor Corporation für Laufschuhe und Laufbekleidung.

## Geschichte

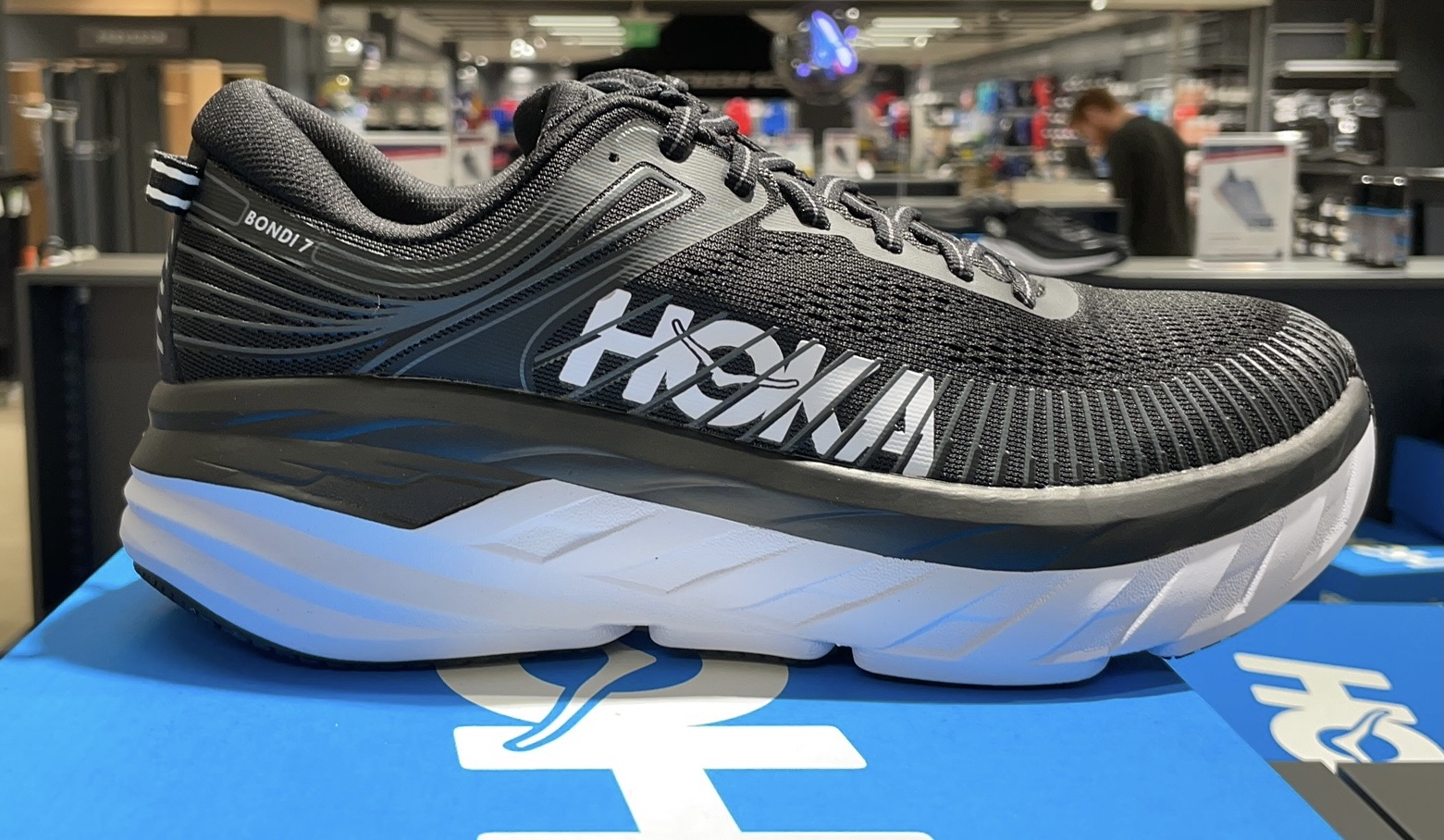
Laufschuh von Hoka

Das Unternehmen wurde 2009 von Nicolas Mermoud und Jean-Luc Diard, ehemaligen Angestellten von Salomon, in Annecy, Frankreich gegründet. Sie wollten einen modernen Trailschuh entwickeln. Dies resultierte in die für Hoka markante, sehr voluminöse Mittelsohle, bis zu 2,5 Mal größer als bei Modellen anderer Marken, die damit u. a. eine starke Dämpfung bietet.
Der amerikanische Schuhhersteller Deckers, die Muttergesellschaft von UGG, Teva und anderen Fußbekleidungsmarken, übernahm im Juli 2012 eine Minderheitsbeteiligung, bevor er am 1. April 2013 Hoka ganz übernahm. Bereits vorher wurde der Unternehmenssitz nach Kalifornien verlegt. 
Die Schuhe wurden aufgrund ihrer verbesserten Dämpfung und Stabilität zunächst von Ultramarathonläufern geschätzt, gewannen jedoch schnell auch bei anderen Läufern an Beliebtheit, da sie maximale Dämpfung bei minimalem Gewicht bieten. Die Hoka-Produktpalette wurde inzwischen durch leichtere Schuhe ergänzt, darunter auch Wettkampfschuhe sowie Spikes für die Leichtathletik.
Hoka ist Partner zahlreicher Trail-, Lauf- und Triathlonevents und sponsert eine Vielzahl von Profi-Läufern – zunächst im Bereich Ultra-Trail (u. a. Judith Wyder, Katharina Hartmuth), mittlerweile auch Leichtathleten, Triathleten und Straßenläufer.